# Штајслинген
Штајслинген (њем. Steißlingen) општина је у њемачкој савезној држави Баден-Виртемберг. Једно је од 25 општинских средишта округа Констанц. Према процјени из 2010. у општини је живјело 4.611 становника. Посједује регионалну шифру (AGS) 8335077.

## Географски и демографски подаци
Штајслинген се налази у савезној држави Баден-Виртемберг у округу Констанц. Општина се налази на надморској висини од 465 метара. Површина општине износи 24,5 km². У самом мјесту је, према процјени из 2010. године, живјело 4.611 становника. Просјечна густина становништва износи 188 становника/km².

## Међународна сарадња
| Мјесто | Држава    | Врста сарадње | Од    |
| ------ | --------- | ------------- | ----- |
|        | Француска | партнерство   | 1992. |
| Извор  |           |               |       |